# Història de Guinea
Aquest article tracta sobre la història de Guinea. L'àrea ocupada avui per Guinea estava inclosa en diverses agrupacions polítiques de l'Àfrica Occidental, incloent-hi als imperis de  Ghana,  Mali i  Songhai, en diverses ocasions des del segle x fins al segle xv, quan la regió va entrar en contacte amb el comerç europeu. El període colonial comença amb la penetració militar francesa a l'àrea en la meitat del segle xix. La dominació francesa per la derrota del 1898 dels exèrcits de Samory Touré, Mansa (o emperador) de l'estat de Ouassoulou i líder d'origen Malinke, el qual va donar a França el control del que avui és Guinea i àrees adjacents.

## Guinea colonial
França va negociar les actuals fronteres en els últims anys del segle xix i primers del  XX amb els britànics per Sierra Leone, amb els portuguesos per la seva colònia de Guinea (ara Guinea Bissau) i Libèria. Sota els francesos, el país va formar el Territori de Guinea dins de l'Àfrica Occidental Francesa, administrada per un governador general resident a Dakar. Els tinents governadors administraven les colònies individuals, incloent-hi a Guinea.

## Guinea postcolonial
Liderat per Ahmed Sékou Touré, cap del Partit Democràtic de Guinea (PDG), el qual va guanyar 56 dels 60 escons en les eleccions territorials de 1957, el poble de Guinea, en un plebiscit al setembre de 1958, va rebutjar aclaparadorament ser membre de la Comunitat Francesa. Els francesos es van retirar ràpidament, i el 2 d'octubre de 1958, Guinea es va proclamar república sobirana i independent, amb Sékou Touré com a president.
Sota Touré, Guinea va esdevenir una dictadura unipartidista, amb una tancada i socialitzada economia i sense tolerància pels drets humans, la lliure expressió, o l'oposició política, la qual va ser durament suprimida. Originalment conegut pel seu nacionalisme d'encreuament ètnic, Touré va començar a confiar gradualment en el seu grup ètnic Malinke per omplir posicions en el partit i el govern. Suposats complots i conspiracions contra ell a casa i a l'estranger, el règim de Touré tenia com a objectiu opositors reals i imaginats, empresonant a milers d'ells en presons gulag d'estil soviètic, on centenars van morir. La repressió del règim va conduir a més d'un milió de guineans a l'exili, i la paranoia de Touré va arruïnar les relacions amb nacions estrangeres, inclòs als seus veïns africans, augmentant l'aïllament de Guinea i posteriorment devastant la seva economia.
El 22 de novembre 350 opositors, mercenaris estrangers i soldats van desembarcar a Conakry, en l'anomenada Operació Mar Verd, amb la intenció d'enderrocar a Touré sent derrotats. Després d'això el règim va realitzar purgues contra líders opositors i militars presumptament involucrats en l'intent de cop d'Estat.
Sékou Touré va morir el 26 de març de 1984, i una junta militar encapçalada pel llavors tinent coronel Lansana Conté va prendre el poder el 3 d'abril. Els opositors a les seves dictadures eren segrestats, torturats i assassinats, generalment, al Camp de Boiro. Guinea no va tenir eleccions democràtiques fins al 1993, quan el general Lansana Conté (cap del  govern militar) va ser elegit president en una renyida votació. Les supressions de la seguretat continuen, encara que no tan severes com en les primeres dècades. Reelegit el 1998, el president es va enfrontar a la creixent crítica el 1999 pel seu empresonament d'un principal líder de l'oposició política i l'extens malestar econòmic. Les guerres civils a Sierra Leone i Libèria també van amenaçar l'estabilitat de Guinea política i econòmicament, portant a un conflicte menor en les zones frontereres amb aquests països, la Manifestació de les Forces Democràtiques de Guinea (Rally of Democratic Forces of Guinea, RDFG) entre els anys 2000 i 2001.
El 5 de setembre de 2021 es va produir un intent de cop d'estat contra el règim d'Alfa Condé.